# Mount Edgell
Mount Edgell ist ein 1675 m hoher Berg an der Fallières-Küste des Grahamlands auf der Antarktischen Halbinsel. Er ragt östlich des Kap Jeremy an der Ostseite der nördlichen Einfahrt zum George-VI-Sund auf.
Entdeckt wurde er von Teilnehmern der Fünften Französischen Antarktisexpedition (1908–1910) unter der Leitung Jean-Baptiste Charcots. Charcot identifizierte das Objekt irrtümlich als Ile Gordon Bennett nach dem US-amerikanischen Zeitungsverleger James Gordon Bennett junior (1841–1918), einem Sponsor der Forschungsreise. Vermessungsarbeiten der British Graham Land Expedition (1934–1937) unter der Leitung des australischen Polarforschers John Rymill ergaben jedoch, dass es sich anstelle einer Insel in Wirklichkeit um einen Berg handelt. Dieser wurde inzwischen allgemein anerkannt nach John Augustine Edgell (1880–1962) benannt, Vize-Admiral und Hydrograph der Royal Navy von 1932 bis 1945.